# Auguste Ramel

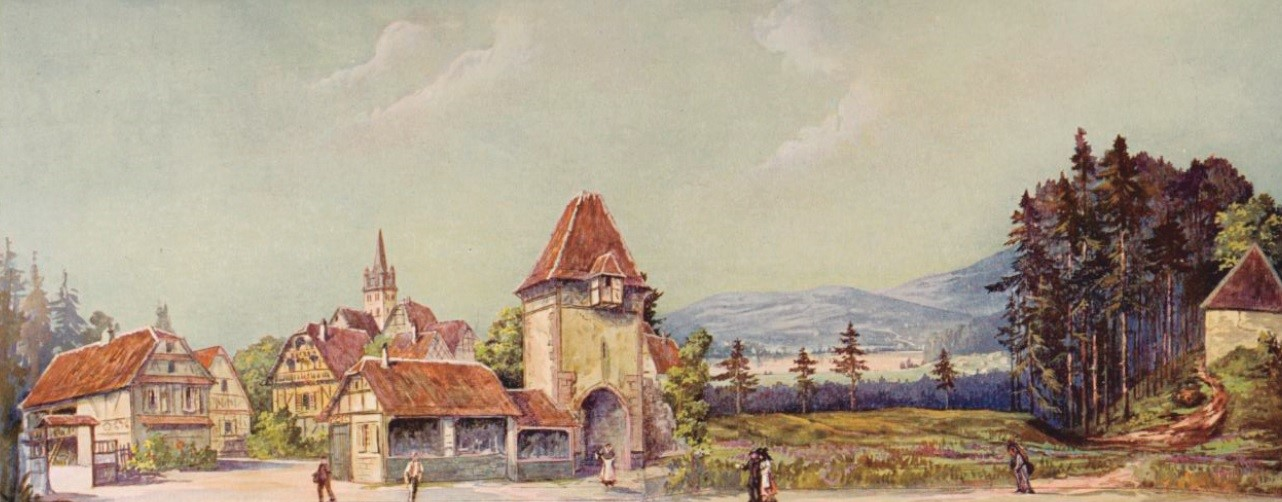
Le village alsacien de l'exposition de Nancy, illustration extraite du Rapport général de l'Exposition internationale de l'Est de la France, Louis Laffitte, 1912.

Auguste Claude Louis Ramel est un peintre décorateur né à Paris le 29 novembre 1864 et mort à Nancy le 9 décembre 1942. Il fut proche de l’École de Nancy. 
En 1904, il commande à l'architecte Émile André une maison au 25 rue Félix-Faure à Nancy.
À l'occasion de l'Exposition internationale de l'Est de la France de 1909 à Nancy, il conçoit le grand décor en trompe-l’œil du village alsacien. La maquette de ce décor est conservée au Musée lorrain.
Il est également l'auteur du plafond de la Grande Brasserie lorraine à Nancy (1895) ainsi que de celui du théâtre de Lunéville (1910).